# メディア・観光・芸術・文化・スポーツ・アイルランド語地域省
メディア・観光・芸術・ 文化・スポーツ・アイルランド語地域省（メディア・かんこう・げいじゅつ・ぶんか・スポーツ・アイルランドごちいきしょう 愛: An Roinn Turasóireachta, Cultúir, Ealaíon, Gaeltachta, Spóirt agus Meán、英: Department of Tourism, Culture, Arts, Gaeltacht, Sport and Media）は、アイルランド政府の省庁である。その使命はこの国の観光、文化、芸術を促進し発展させることにあり、アイルランド語の使用促進にはゲールタハト開発が含まれる。職掌の代表は専任の大臣（en）で、担当国務大臣（en）1名の補佐を受ける。

## 部門の構成
本局ならびに各部門の本部はダブリン市2区（en）キルデア通り（en）に所在し、ダブリン市内のサウス・フレデリック通り、ケリー州キラーニー市内のニューロードにも省舎を構える。各部門を以下にまとめる。
- 大臣：キャサリン・マーティン、TD（英語版）（ドイル・エアラン）
  - スポーツ・アイルランド語地域担当国務大臣（英語版）：ジャック・チェンバーズ（en）、TD
- 事務局長：キャサリン・リッケン[1]

## 所管する職掌
職掌を遂行するにあたり、この省は以下の各項目などの機能を所管する。
- 芸術の創造と解釈の実践と評価を促すこと、アイルランド映画産業の発展を支える政策と機構を策定し、開発と評価にあたること。
- 国立文化機関を支え、アイルランドの無形文化遺産と文化財の保存および保護を進めること。
- アイルランド考古学調査局（en）の維持継続と、考古遺産の保護。
- 国家建築遺産目録（en）の維持と、最低でも地域固有の重要建築物の保護を推奨すること。
- 国立文化機関が十分に機能し発展するように、財源と適切な政策の枠組みを提供し支援する環境を整えること。

この職掌において、以下の重要な文化機関に資金を提供する。
- アイルランド国立美術館機構
- アイルランド国立図書館機構
- アイルランド国立博物館機構（英語版）

下記の組織を掌握する。
- アイルランド芸術評議会（en、EU文化プログラム助成金申請の「文化的連絡窓口」の機能を兼務）
- カルチャー・アイルランド（en）
- 遺産評議会（en）
- 国立公園野生生物保護区

## 沿革
この省を設立する根拠法は、1977年改訂大臣および秘書法である。第21次ドイル （Dáil、wikidata）は1977年アイルランド総選挙（en、1977年6月16日）で選出され、2つの政権があった。ジャック・リンチ首相が率いた第15次政府（en、1977年7月5日 – 1979年12月11日）と、Charles Haughey を首班とする第16次内閣（1979年12月11日 – 1981年6月30日）である。どちらも一党多数派の共和党 en:Fianna Fáil の政府であった。継続期間はそれぞれ前者が889日間、後者は567日間。
省の名称は法令により、設立当初は「経済計画開発省」（The Department of Economic Planning and Development）と呼ばれた。その役割は次のとおり第2条に定める。
（a）経済発展を目指した経済および社会の計画を促し調整するにおいて、一般社会のほか、さまざまな個別の部門および国の地域を対象とすること。

（b）一般的な経済および社会の発展に必須の政策を特定し、政府に報告すること。

（c）国務省と協議し、政府が採択した経済および社会の一般的な発展を目指す政策に資するため、関連省庁の計画および活動を検討し評価すること。

（d）本項（c）節に言及した計画および活動の調整、さらに経済および社会の国家計画との統合について、政府に提言すること。

（e）政府承認の対象となる経済および社会の国家計画の実施を検討し、それについて随時、政府に報告すること。

### 改称と機能の移管
部門、省の名称と機能は何度か改められた。
| 制定日         | 変更点   | （リンク先は原則、英語） |
| -------------- | -------- | --- |
| 1977年12月13日 | 設立     | 命名 経済計画開発省 Department of Economic Planning and Development                                                          |
| 1980年01月01日 | 移管     | 経済計画局を経済省へ |
| 1980年01月21日 | 移管     | 経済計画局の改称、エネルギー局                                                                                               |
| 1980年01月22日 | 受け入れ | エネルギー局の旧所管は工業商業エネルギー省                                                                                   |
| 1981年08月20日 | 受け入れ | 工業部門の旧所管は交渉商業観光省                                                                                             |
| 1981年08月21日 | 改称     | 工業エネルギー省 Department of Industry and Energy                                                                           |
| 1983年12月16日 | 移管     | 工業部門を貿易商業観光省へ                                                                                                   |
| 1983年12月17日 | 改称     | エネルギー省 Department of Energy                                                                                            |
| 1993年01月20日 | 移管     | 森林部門を農業食料省へ |
| 1993年01月20日 | 受け入れ | 貿易部門の旧所管は工業商業省                                                                                                 |
| 1993年01月20日 | 受け入れ | 観光部門の旧所管は観光・交通・通信省                                                                                         |
| 1993年01月20日 | 改称     | 観光通商省 Department of Tourism and Trade                                                                                   |
| 1993年01月21日 | 移管     | エネルギー部門を観光・交通・通信省へ                                                                                         |
| 1997年07月01日 | 移管     | 通商部門を企業雇用省へ |
| 1997年07月12日 | 改称     | 観光スポーツ・リクリエーション省 Department of Tourism, Sport and Recreation                                                 |
| 2002年06月18日 | 受け入れ | 芸術文化部門の旧所属は芸術・遺産・アイルランド語地域・島嶼局                                                                 |
| 2002年06月19日 | 改称     | 芸術スポーツ観光局 Department of Arts, Sport and Tourism                                                                     |
| 2002年06月25日 | 受け入れ | 家系課 Genealogical Office の旧所属は教育科学局                                                                              |
| 2002年07月10日 | 受け入れ | 国定遺産局 "National Monuments" の旧所属は通信・地方・アイルランド地域関連局                                                 |
| 2010年05月02日 | 改称     | 観光・文化・スポーツ省 Department of Tourism, Culture and Sport                                                              |
| 2011年04月01日 | 移管     | 観光・スポーツ部門を運輸省へ                                                                                                 |
| 2011年05月01日 | 受け入れ | アイルランド語地域・島嶼部門の旧所管は地域・平等・アイルランド語省                                                           |
| 2011年05月01日 | 受け入れ | 遺産部門の旧所管は環境・遺産・地方行政省                                                                                     |
| 2011年05月01日 | 受け入れ | 内水面部門の旧所管は地域・平等・アイルランド語省                                                                             |
| 2011年06月01日 | 受け入れ | アイルランド語・ゲールタハト・島嶼部門の旧所管は地域・平等・アイルランド語省                                                 |
| 2011年06月01日 | 移管     | 観光・スポーツ部門を運輸・観光・スポーツ省へ                                                                                 |
| 2011年06月02日 | 改称     | 芸術・遺産・アイルランド語地域省 Department of Arts, Heritage and the Gaeltacht                                              |
| 2013年06月19日 | 受け入れ | 出版物検閲部門。旧所管は司法・平等省                                                                                         |
| 2015年03月10日 | 移管     | 出版物検閲部門を司法・平等省へ                                                                                               |
| 2016年06月09日 | 受け入れ | 地域問題部門。旧所管は環境・地域社会・地方行政省                                                                             |
| 2016年07月07日 | 改称     | 芸術・遺産・地方問題・アイルランド語地域省 Department of Arts, Heritage, Regional, Rural and Gaeltacht Affairs               |
| 2017年07月27日 | 移管     | 地方問題部門を郊外・コミュニティ開発省へ                                                                                     |
| 2017年08月01日 | 改称     | 文化・遺産・アイルランド語地域省 Department of Culture, Heritage and the Gaeltacht                                           |
| 2020年09月09日 | 移管     | 文化遺産部門を住宅・計画・地方行政省へ                                                                                       |
| 2020年09月09日 | 移管     | 内水面部門を住宅・計画・地方行政省へ                                                                                         |
| 2020年09月16日 | 受け入れ | 観光・スポーツ部門の旧所管は交通・観光・スポーツ省                                                                           |
| 2020年09月22日 | 受け入れ | 放送部門の旧所管は通信・気候対策・環境省                                                                                     |
| 2020年09月23日 | 移管     | 島嶼部門を地方・地域社会開発省へ                                                                                             |
| 2020年09月30日 | 改称     | メディア・観光・芸術・ 文化・スポーツ・アイルランド語地域省 Department of Tourism, Culture, Arts, Gaeltacht, Sport and Media |